# Buulo Mareer
Buulo Mareer, écrit également Bulomarer ou Bulo Marer, est une ville située dans le sud-est de la région de Shabeellaha Hoose en Somalie.

## Al-Shabaab
Une base d'Al-Shabbaab est installée à Buulo Mareer.
Cette ville est le site de l'opération manquée de l'armée française en 2013 pour libérer Denis Allex, otage français détenu depuis 2009 par Al-Shabaab.
Le 30 août 2014, les forces du gouvernement somalien et de la Mission de l'Union africaine en Somalie reprennent le village après en avoir chassé les islamistes,.